# ヤマハ・FS1R
FS1R（エフエスワンアール）は、ヤマハのFM音源とフォルマント・シェーピング音源を採用した音源モジュールの型番・商品名。

## 概要
本機はFM音源の（オペレータ＋アルゴリズム） のフレームワークをベースにした上で、楽器や人間の声などすべての音色が固有に持っているフォルマントの諸要素を音源パラメーターとして採用している。この音源をFS音源とYAMAHAは名付けている。FS音源はFM変調で生みだされる複雑な倍音やノイズ成分と、音色を決定づけるフォルマント成分を自由に合成して、音色を作成するハイブリッド音源である。このFS音源を本機以外で採用した機種はなく、本機固有の音源となっている。FS音源はクワイア系の音、SE系の音を合成することを得意とする。
FS音源はヤマハ・DXシリーズ上位互換のFM音源としても使用可能であり、DXシリーズのボイスデータ／一部のアディショナルデータもバルク転送で読み込める。DXシリーズの6オペレータまたは4オペレータからFS1Rでは8オペレータ・88アルゴリズムに拡張されたため、DXシリーズより複雑な倍音やノイズ成分も生成可能。本機はDXシリーズの後継機種として位置づけられ、内蔵プリセット音色はDX7のものが入っている。
ある時間的な長さを持つ現実音からフォルマント成分だけを分析・抽出したデータであるFESQが、本機には90種プリセットされている。このFESQデータを使うことで、フォルマントの中心周波数やレベルなどを時間軸上で多様に変えることができ、人間が喋っているような効果やドラムパターンのようなシーケンス的効果が作成可能。
このFSEQ（Formant Sequence）をはじめ、LFOやピッチEG、オペレーターごとのフリケンシーEG、ベロシティ／ホイールなど外部機器のコントローラーを使って、フォルマント成分を自由にコントロール可能。FSEQデータの再生スピードや再生箇所、ループ／リバース再生なども任意に設定可能。
本機は384種のプリセットパフォーマンスを内蔵。また内蔵のボイスを最大4個まで組み合わせてユーザーオリジナルのパフォーマンスを作成可能。YAMAHAがFS音源の魅力を最大限に活かして作成したとされる256ボイスとDX7互換の1152ボイスをプリセットし、オリジナルボイスは128種まで記憶可能。パフォーマンスの組み方次第でFS1Rを最大4パートのマルチ音源としても使用可能。
4個のサウンドコントロールノブを搭載し、音色をリアルタイムコントロール可能。2種のモードを切り換えることで8個分のノブとして使用可能。またノブ情報のMIDI出力も可能。
ヤマハは本機とギターシンセ、ヤマハ・Gシリーズとの組み合わせを推奨していた。
- 寸法：幅480mm　高さ44mm　奥行き235mm　重量2.6kg
- 音源方式：FS/FM(16Operator/88Alg)
- 音源チップ：YMP706
- マルチティンバー数：4
- 最大同時発音数：32
- 音色数：プリセット：1408、インターナル：128※Internal FSEQ使用時インターナル：64
- エフェクト：インサーション：40タイプ、リバーブ：16タイプ、バリエーション：28タイプ